# Candidatura de Los Angeles para os Jogos Olímpicos de Verão de 2024
A candidatura da cidade de Los Angeles a sede dos Jogos Olímpicos e Paraolímpicos de Verão de 2024 foi anunciada oficialmente em 1 de setembro de 2015 pelo Comitê Olímpico Internacional. Outras quatro cidades de três continentes se candidataram.
A cidade já foi sede dos Jogos Olímpicos de 1932 e de 1984.
Los Angeles prevê gastar cerca de US$  4,666 bilhões na candidatura. Se escolhida como sede, deverá investir aproximadamente US$ 4,827 bilhões nos preparativos para o evento. 
Em junho de 2017, a cidade cogita renunciar a disputa para ser a sede dos Jogos Olímpicos de 2028.